# Мумадона Діаш
Мумадона (Муніадона) Діаш (порт. Mumadona Dias; д/н–968) — графиня Португалії в 924—968 роках.

## Життєпис
Походила з кастильського роду Ансурес. Старша донька Дієго Фернандеса, графа Гімарайнша, та Онеку Лусідес. Між 915 та 920 роками вийшла заміж за Ерменегільдо Гонсалеша, свого родича за жіночою лінією.
У 924 році після смерті свого діда Лусідіо Вімаранеша успадкувала родинні володіння, а її чоловікові король Фруела II надав титул графа Портукаленс. До самої смерті чоловіка, що сталося між 943 та 950 роками, не брала участь в управлінні графством.
З 950 року стає співграфом разом з сином Гонсалу. Багато уваги приділяла розвитку своїх володінь, підтримуючи духівництво та заселення поселень й міст. У 951 році заснувала в Гімарайнші монастирі Сан-Мамеде. Для його захисту наказала звести замок Гімарайнш. З 959 року стала поступово передавати владу синові. 968 року подарувала замок Гімарайнш монастирю Сан-Мамеде. У 969 році вступила у земельну суперечку з Гунтродой, абатисою монастиря Пайо, через що син Мумадони граф Гонсало I розпочав війну з братом абатиси Родріго Веласкесом, яка тривала до 974 року. Втім Мумадона померла того ж 969 року.

## Родина
Чоловік — Ерменегільдо Гонсалеш, граф Португалії
Діти:
- Гонсалу (д/н—997) граф Португалії
- Діого (д/н—після 968)
- Раміро (бл. 925—961)
- Онека, дружина Гутьєрре Родрігеса
- Нуно (д/н—до 959)
- Аріас Мендес (д/н—після 964)